# Кафирефс (мыс)
Кафире́фс (греч. Καφηρεύς) или Доро (итал. Doro) — мыс на острове Эвбея. Название Кафирефс имеет древнегреческие корни, название Доро происходит от итал. d'oro «золотой». 
Мыс расположен в юго-восточной части острова Эвбея. Недалеко от мыса находится одноимённый пролив, отделяющий Андрос.
Мыс упоминается в греческой мифологии. Когда греческое войско возвращалось из-под Трои, боги наслали на их флот шторм, а Навплий в отместку за убийство своего сына Паламеда зажёг на мысе Кафирефс ложные огни, из-за чего многие корабли разбились.